# Присяжнюк, Артемий Васильевич
Артемий Васильевич Присяжнюк (14 сентября 1947, село Круглик Хотинского района Черновицкой области — 12 февраля 2017, Черновцы) — украинский художник, монументалист. В ранние годы работал в области монументального искусства, художественного ткачества, станковой живописи, скульптуры. Основным направлением творчества позднего периода стала живопись в жанре нефигуративного искусства. Участник многих областных, всеукраинских и международных выставок и перформансов. Его произведения хранятся в Черновицком художественном музее, музее В. Ивасюка, а также в частных коллекциях.
Член Национального союза художников Украины (1990). Заслуженный художник Украины.

## Биография

### Детство и юность
Артемий Присяжнюк обучался в Круглецкой средней школе. С 1965 года после окончания школы начал работать школьным учителем рисования.

### Образование и работа
На протяжении 1967—1971 гг. учился в Вижницком училище прикладного искусства (ныне Вижницкий колледж прикладного искусства имени В. Ю. Шкрибляка) на отделении художественного конструирования промышленных изделий из металлов и пластмасс. Там он начал овладевать скульптурой, чеканкой, резьбой по дереву.
После окончания училища в 1971 году начал работать в конструкторском бюро Хмельницкого трансформаторного завода. С 1972 года работал на Черновицком художественно-производственном комбинате, где занимается скульптурой, чеканкой и витражом.
В 1974—1979 годах учился во Львовском государственном институте прикладного и декоративного искусства, окончившего с отличием. В тот же период он знакомится с произведениями Даниила Довбошинского и Карла Зверинского, которые работали в то время в институте и имели большое влияние на формирование композиционной структуры его дальнейших работ.

## Творчество

### 1980—1990
После окончания Львовского института в 1979 Артемий Присяжнюк переехал в Черновцы, где начинает работать в Художественном фонде Черновицкого союза художников Украины. Первой работой стала роспись в ресторане «Днестр» (1980). Впоследствии был выполнен монументальный цикл «Искусство Киевской Руси» в ресторане «Киев» (1983).
В 1986 году Присяжнюк выполнил монументальную чеканку на фасаде Дома культуры в селе Тарашаны Черновицкой области. В то же время художник активно занимался самообразованием в направлении модернистских художественных практик.
В конце 1980-х Артемий Присяжнюк, находясь на подъёме своего творческого пути, выполняет значительное количество эскизов монументальных работ. Десятки мозаичных панно, росписей, витражей и гобеленов остаются нереализованными из-за экономического кризиса и последующего прекращения СССР. Большинство эскизов сохранилось и находится в коллекции семьи художника. Наибольшее признание в те годы Артемий Присяжнюк получил за свои работы в области художественного ткачества. В 1990 году, в технике художественного ткачества был выполнен масштабный тканый занавес в Городском доме культуры, г. Первомайск, Николаевской области.

### 1990—2000
С 1990-х годов Артемий Присяжнюк концентрируется на живописи и работает в разных жанрах и техниках. Работы этого периода демонстрируют переход художника к условности в изображении форм реального мира, большей декоративности и плоскости элементов. Произведения построены на четкости линейных ритмов, пуристической простоте и выразительности контуров. Живописная поверхность этих произведений приобретает подчеркнуто ощутимые фактуры.
Наряду с живописью он создает ряд мемориальных досок известным буковинским и украинским личностям.

### 2000—2010
Работы 2000—2010 годов демонстрируют отражение эмоциональных состояний и восприятие современных событий через ассоциации, соотношение цветовых пятен, игрой различных фактур и форм и т. д.

### 2010—2017
В этот период работы Присяжнюка демонстрируют переход к абстрактным композициям. Формируется собственный известный авторский живописный почерк, где фактура является неотъемлемой составляющей цвета, а слои краски придают глубину и сложность.
Артемий Присяжнюк прибегает также и к минималистическим работам. В 2012 году Артемию Присяжнюку диагностируют неизлечимую болезнь. В результате рискованной операции и многоэтапного сложного лечения ему удается прожить ещё почти пять лет. Художник продолжил работать и создал цикл нефигуративных живописей, этот период стал этапом наиболее продуктивной реализации живописных замыслов.

## Основные произведения
- Роспись в ресторане «Днестр» (1980)
- Мозаика «Расцветай, Буковина!» (1982, в соавторстве с Иваном Вихренко)
- Роспись «Искусство Киевской Руси» (1983)
- Гобелен-триптих «Музыка» (1988)
- Гобелен-диптих «Гармония» (1988)
- Холст «Кто нас защитит» (1988)
- Полотно «Интернат» (1988)
- Гобелен «Полдень (Посвящение родителям)» (1989)
- Полотно «Памяти нерожденных» (1990)
- Полотно «У порога» (1990)
- Холст «Черновцы. Август 88 года» (1990)
- Гобелен «Занавес» (1990)
- Гобелен «Золотое руно» (1990)
- Холст «День скорби» (1990)
- Полотно «Сон» (1990)
- Полотно «Натюрморт» (1990)
- Холст «Формообразование» (1990)
- Полотно «Пробуждение» (1990)
- Полотно «Сретение» (1991)
- Полотно «Вдохновение» (1991)
- Мемориальная доска Павлу Каспруку (1992)
- Полотно «Ангел-хранитель» (1992)
- Мемориальная доска Евгению Гакману (1993)
- Мемориальная доска Олегу Ольжичу (1998)
- Полотно «И радость и печаль» (2000)
- Полотно «Благослови, Боже» (2008)
- Полотно «Сергей Параджанов в лучах славы» (2008)
- Полотно «Рыцари Червоны Руты» (2009)
- Мемориальная доска Назарию Яремчуку (2012)
- Полотно «Баланс чувств» (2014)
- Полотно «Поле притяжения» (2015)
- Полотно «Наводнение покоя» (2015)
- Полотно «Такое настроение» (2015)
- Полотно «Небесная сфера» (2015)
- Полотно «Цветовое сечение» (2015)
- Холст «Остановись мгновение» (2016)
- Полотно «Медленно» (2016).

## Достижения
Заслуженный художник Украины (2009)

## Увековечивание
14 сентября 2017 в черновицком Центре культуры «Вернисаж» состоялась выставка Артемия Присяжнюка в честь его 70-летия. Большинство работ никогда не выставлялись напоказ и являются произведением художника за последние годы жизни.
16 декабря 2022 г. в селе Круглик, Черновицкой области, названа улица в честь Артемия Присяжнюка.